# Sigríður Beinteinsdóttir
Sigríður Beinteinsdóttir, även känd som Sigga eller Sigga Beinteins, är en isländsk popsångerska. Hon är född 26 juli 1962 i Reykjavik.
Sigga har representerat Island i Eurovision Song Contest tre gånger: först som en del av gruppen Stjórnin 1990, som med låten Eitt lag enn hamnade på en fjärdeplats (av 22 bidrag) med 124 poäng. Hon återkom till tävlingen 1992 tillsammans med popgruppen Heart 2 Heart, som med låten Nei eða já hamnade på en sjundeplats (av 23 bidrag) med 80 poäng. Därefter representerade hon Island i tävlingen som soloartist 1994 med låten Nætur och hamnade på en tolfteplats (av 25 bidrag) med 48 poäng. Hon var körsångerska för Silvia Night i Eurovision Song Contest 2006.

## Diskografi
- Desember (1993)
- Sigga (1997)
- Flikk-flakk (1998)
- Fyrir þig (2003)
- Allt eða ekkert (2005)
- Til eru fræ (2007)
- Jólalögin mín (2009)